# Castaic (Californie)
Castaic, également appelée Castec ou Kashtiq  est une communauté non-incorporée et une census-designated place située au nord du comté de Los Angeles en Californie, aux États-Unis,,. Lors du recensement de 2010, elle comptait une population de 19 015 habitants.

## Démographie
| 2000  | 2010   | - | - | - | - |
| ----- | ------ | - | - | - | - |
| 9 987 | 19 015 | - | - | - | - |

## Source de la traduction
- (en) Cet article est partiellement ou en totalité issu de l’article de Wikipédia en anglais intitulé « Castaic, California » (voir la liste des auteurs).